# لويس فيرسترايت
لويس فيرسترايت هو لاعب كرة قدم بلجيكي في مركز الوسط، ولد في 4 مايو 1999 في بلجيكا. لعب مع أوستينده ورويال أنتويرب وفاسلاند بيفيرين ونادي غينت.

## وصلات خارجية
- لويس فيرسترايت على موقع الاتحاد الأوربي (الإنجليزية)
- لويس فيرسترايت على موقع الاتحاد البلجيكي (الإنجليزية)
- لويس فيرسترايت على موقع إي إس بي إن إف سي (الإنجليزية)
- لويس فيرسترايت على موقع قاعدة بيانات كرة القدم.إي يو (الإنجليزية)
- لويس فيرسترايت على موقع بيانات كرة القدم. دي إي (الألمانية)
- لويس فيرسترايت على موقع Soccerbase.com (لاعب) (الإنجليزية)
- لويس فيرسترايت على موقع Soccerway.com (الإنجليزية)
- لويس فيرسترايت على موقع عالم كرة القدم.نت (الإنجليزية)
- لويس فيرسترايت على موقع AS.com (الإسبانية)